# Nationaal park Kafue
Het nationaal park Kafue is een nationaal park in Zambia. Het park heeft een oppervlakte van 22.400 km² en is daarmee het op een na grootste nationale park van Afrika. Het is onderdeel van de Kavango-Zambezi Transfrontier Conservation Area. In het park leven 152 soorten zoogdieren, 515 soorten vogels, 70 soorten reptielen, 58 soorten vissen en 36 soorten amfibieën.
Het park is vernoemd naar de Kafue en het ligt in drie provincies: North-Western Province, Central Province en Southern Province. De hoofdtoegang is via de weg tussen Lusaka en Mongu, die dwars door het park loopt. Seizoensgebieden wegen bieden ook toegang vanuit Kalomo en Namwala in het zuiden en Kasempa in het noorden.

## Geschiedenis
Het Kafue Game Reserve werd in het begin van de jaren 1920 opgericht om het uitsterven van wilde dieren tegen te gaan. Kafue National Park werd in de jaren 1950 opgericht door Norman Carr, een invloedrijke Brits-Rhodesische natuurbeschermer. De oprichting van het park was mogelijk nadat de Britse koloniale regering de traditionele eigenaars van het gebied, het Nkoya-volk van Mwene Kabulwebulwe, in 1924 van hun traditionele jachtgronden naar het district Mumbwa in het oosten had verplaatst.
In 2021 riepen Nkoya-leiders op om een nieuwe provincie in het gebied te stichten, die ze Kafue Province willen noemen. Ontevredenheid over het tempo van de ontwikkeling in de centrale provincie en een gebrek aan voordeel van het toerisme in het park zijn enkele van de redenen voor deze roep om een 11e provincie.
In februari 2021 werd een Priority Support Plan geïnitieerd door Zambia's Department of National Parks and Wildlife (DNPW) en African Parks om gedurende een periode van 15 maanden technische en financiële steun voor het park veilig te stellen. Na het succes van deze procedure nodigde de Zambiaanse overheid African Parks uit om een 20-jarige overeenkomst aan te gaan voor het beheer van het nationale park.

## Geologie en klimaat
Het land is over het algemeen vlak of licht golvend, afgezien van enkele kleine, steile, porfierische granietheuvels tussen Chonga en Ngoma en enkele zandsteen- en granietheuvels rond Ngoma die tot 120 m hoog oprijzen. Het zuidwestelijke deel van het Hook-granietmassief ligt onder het centrale deel van het park, met schist, gneis, granietgneis en graniet. Aan de rand van het granietmassief liggen leistenen, kwartsieten en kalkstenen uit de Katanga-sedimenten van de binnenste Lufilian Arc. Ten noorden en zuiden van het massief bedekt de bodem Karoo-sedimenten van schalie, siltsteen, gebetonneerd grind en verschillende soorten lateriet.
Aan de noordkant van het park hebben de overstromingsvlakten kleigrond, maar verder zijn de bodems sterk uitgeloogde zand- tot leembodems met een lage vruchtbaarheid. In het grootste deel van de afwatering van de Nanzila rivier en in sommige gebieden rond de Nkala, Musa en Lwansanza rivieren komt donkergrijze alkalische klei voor. Voor de rest is het park bedekt met goed gedraineerde en relatief onvruchtbare bleke of oranje Kalahari-zanden gemengd met wat slib en klei.
De belangrijkste zijrivieren van de Kafue in dit park zijn de Lufupa en Lunga in het noorden, de Luansanza in het midden en de Musa in het zuiden.
De gemiddelde jaarlijkse regenval varieert van 510 mm in het zuiden tot meer dan 1.020 mm in het noorden. Het droge seizoen loopt van juni tot oktober. De gemiddelde jaartemperatuur is 21 °C, met een gemiddeld maximum van 26 °C in juli tot 33 °C in oktober, de heetste maand van het jaar. De wind is meestal licht en waait uit het oosten.

## Flora en habitats
Het grootste deel van het park is bedekt met miombobossen, open semi-bladverliezende bossen met bomen van de genera Brachystegia, Julbernardia en Isoberlinia, die aangepast zijn aan periodieke bosbranden. Tussen deze bossen staan enkele kleine dambobossen. In het zuiden en midden komen groenblijvende bossen van teakbomen en mopane voor.
Grote termietenheuvels in de bossen herbergen bijzondere groenblijvende flora, met name de gewone naboom (Euphorbia ingens) en de jakhalsbes (Diospyros mespiliformis). Deze heuvels kunnen enorm groot zijn en zijn honderden, zelfs duizenden jaren oud. In het hele park vind je grote en kleine open vlaktes, vaak bezaaid met kleine termietenheuvels.
De Kafue mondt uiteindelijk uit in de door de mens gemaakte Itezhi-Tezhi dam, die een reservoir vormt dat gedeeltelijk in het park ligt. Een belangrijke waterplant is het gras Vossia cuspidata, dat vrij zwevende matten vormt in de rivier. Aeschynomene elaphroxylon is een problematisch onkruid in de buurt van het Itezhi-Tezhi meer. Mimosa pigra, een invasieve struik, bedreigt gebieden met lelkraanvogels.
De Busanga-vlakten in het uiterste noordwesten zijn seizoensgebonden overstroomde graslanden langs de Lufupa-rivier.

## Fauna
In Kafue National Park leven 21 soorten antilopen. Deze grote verscheidenheid aan antilopen omvat puku, sitatoenga, rode lechwe, blauwe duiker, geelrugduiker, Sharpes grijsbok, oribi, impala, roanantilope, sabelantilope en hartenbeest.
Met ongeveer 4.800 savanneolifanten worden hier vaak kuddes gezien. Andere zoogdieren zijn kafferbuffels, aardvarken, schubdier, boszwijn, knobbelzwijn, springhaas en galago's.
Sinds 2005 wordt het beschermde gebied beschouwd als een 'Lion Conservation Unit', samen met South Luangwa National Park. Er leven meer dan 200 leeuwen in het park. Het park heeft de grootste populatie jachtluipaarden in Zambia en een gezonde populatie Afrikaanse luipaarden. Het park is een bolwerk van de Afrikaanse wilde hond. Andere carnivoren zijn de grijze meerkat, de witstaartmangoeste, de moerasmangoeste, de Afrikaanse civetkat, de honingdas, de Kaapse otter, de vlekhalsotter, de serval, de caracal en de Afrikaanse wilde kat.
In de Kafue en haar zijrivieren leven groepen nijlpaarden en enkele van de grootste nijlkrokodillen van zuidelijk Afrika. Er leven ook varanen in het park.

### Vogels
Kafue National Park is door BirdLife International aangewezen als Important Bird Area. Er zijn meer dan 500 vogelsoorten geregistreerd. De Chaplins baardvogel, de enige endemische vogel van Zambia, wordt door de IUCN als kwetsbaar beoordeeld. Andere vogelsoorten zijn de Pels visuil, de zwartwangagapornis, de watertrapper, kwartelkoning, Böhms bijeneter, koperstaartspoorkoekoek, diksnaveltok, Bradfields tok, Miombabaardvogel, Miombomees, Souza's klauwier, paradijsmonarchen en honingzuigers, en talloze ijsvogelsoorten.
In de moerassen van Busanga leven verschillende watervogels. Het is een van de weinige bekende broedplaatsen van lelkraanvogels. De bedreigde grijze kroonkraanvogel komt ook in het park voor. Daarnaast zijn er Afrikaanse lepelaars, Sharpes reigers, groepen pelikanen, vele soorten zilverreigers en grote groepen Afrikaanse gapers. Kolonies Afrikaanse schaarbekken zijn te vinden op zandplaten in de grote rivieren. Ook Kaspische plevieren en poelsnippen komen voor rondom het water.
De kleine termietenheuvels in de graslanden trekken zwarte miertapuiten aan en in de nattere delen van de vlaktes komt de roodkeellangklauw graag voor. Als de termietalaten voor de regen uitvliegen, doen steppekiekendieven, grauwe kiekendieven, kleine torenvalken en de boomvalken zich eraan tegoed. In de bossen leven Afrikaanse havikarenden, zwartborstslangenarenden, vlagstaartscharrelaars, zwermen helmklauwieren, zwarte en Arnots miertapuiten.

### Vissen
Commercieel belangrijke vissoorten in het gebied zijn Sarotherodon macrochir, Tilapia andersonii, Tilapia rendalli, Tilapia sparrmanii, Afrikaanse meerval, Marcusenius macrolepidotus, Labeo molybdinus en Hepsetus odoe. In 1992 werden vissen Limnothrissa miodon uit het Tanganyikameer uitgezet in het Itezhi-Tezhimeer.

## Infrastructuur
Ngoma in het zuiden is het hoofdkwartier van het park, maar dit gebied wordt samen met de Nanzhila Plains minder bezocht sinds de Itezhi-Tezhi Dam werd gebouwd en er in het noorden meer lodges werden ontwikkeld. Het stuwmeer sneed de noord-zuidroute door het park af en maakte het noodzakelijk om buiten het park om te rijden tussen Ngoma en Chunga. Met de voltooiing van de nieuwe weg zijn het noorden en het zuiden van het park weer met elkaar verbonden.

## Bescherming
Kafue National Park wordt extra beschermd omdat het wordt gebufferd door negen Game Management Areas. Toch hebben wildstroperij en de vraag naar bushmeat geleid tot een afname van het aantal dieren. In 2018 werkte een team van zes NGO's samen om achteruitgang als gevolg van stroperij en aantasting van habitats te voorkomen. African Parks sloot zich in 2021 aan bij de coalitie en werkte samen met de Zambia Wildlife Authority. Het Priority Support Plan met African Parks en de overheid leidde tot het creëren van meer dan 200 banen, verbeterde beschermingsmaatregelen en investeringen in infrastructuur. Enkele van de infrastructuurverbeteringen waren een nieuw rechtshandhavingscentrum, het repareren van bestaande infrastructuur in Chunga en Ngoma, en het graderen van wegen. In 2021 bedroegen de investeringen voor wetshandhaving het dubbele van het gemiddelde voor 2018-2020.

## Galerij

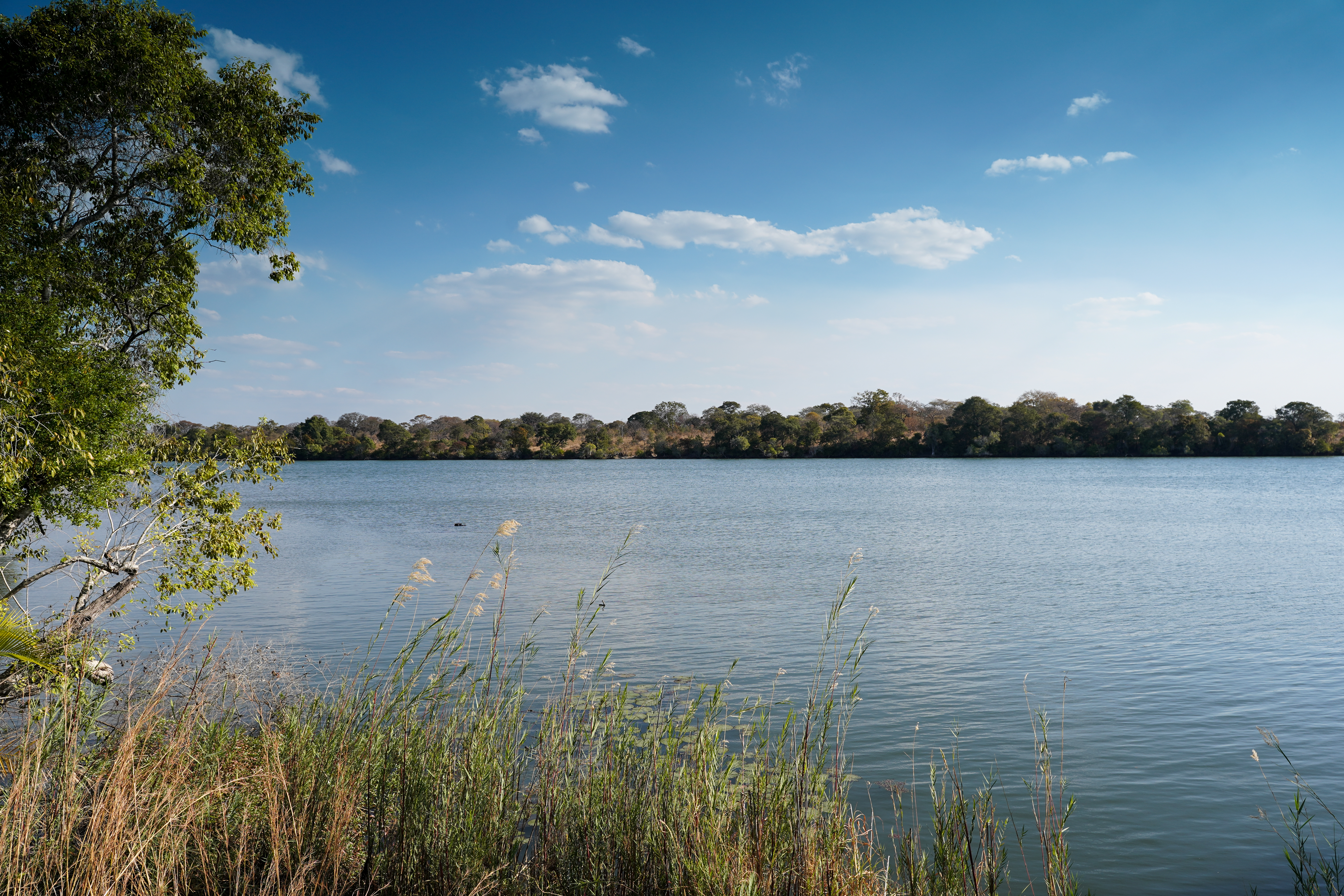
De Kafue
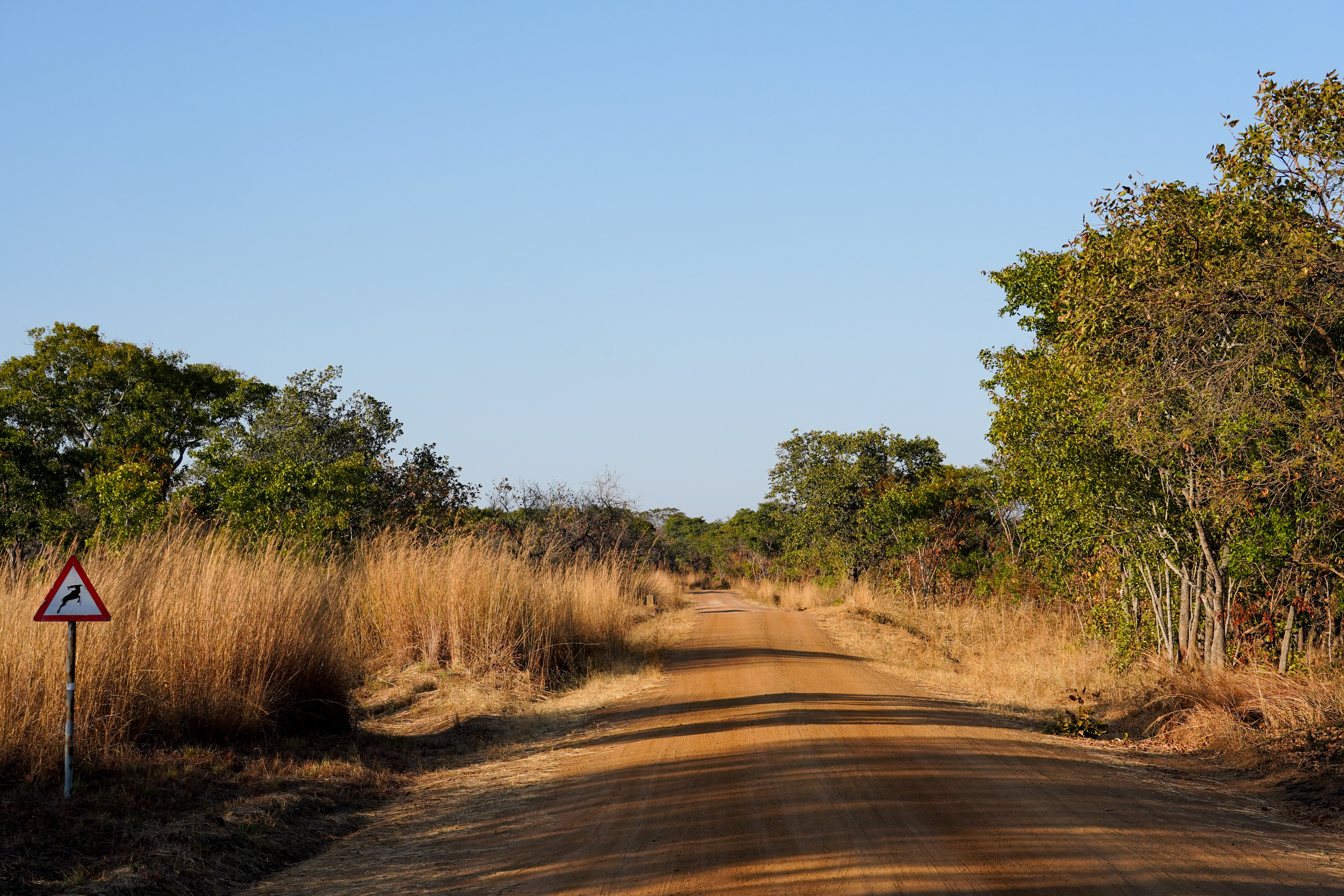
De hoofdweg door het park
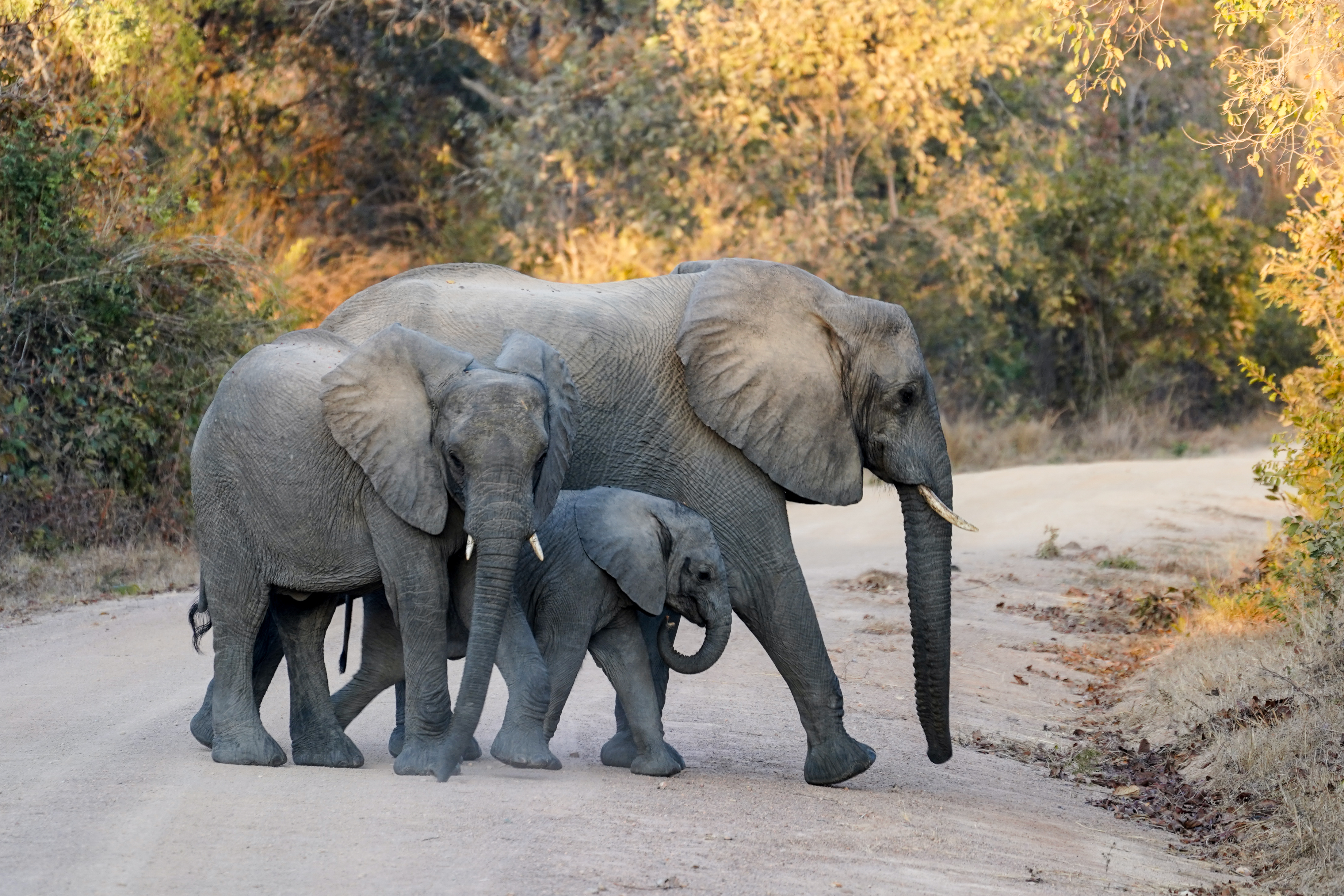
Savanneolifanten
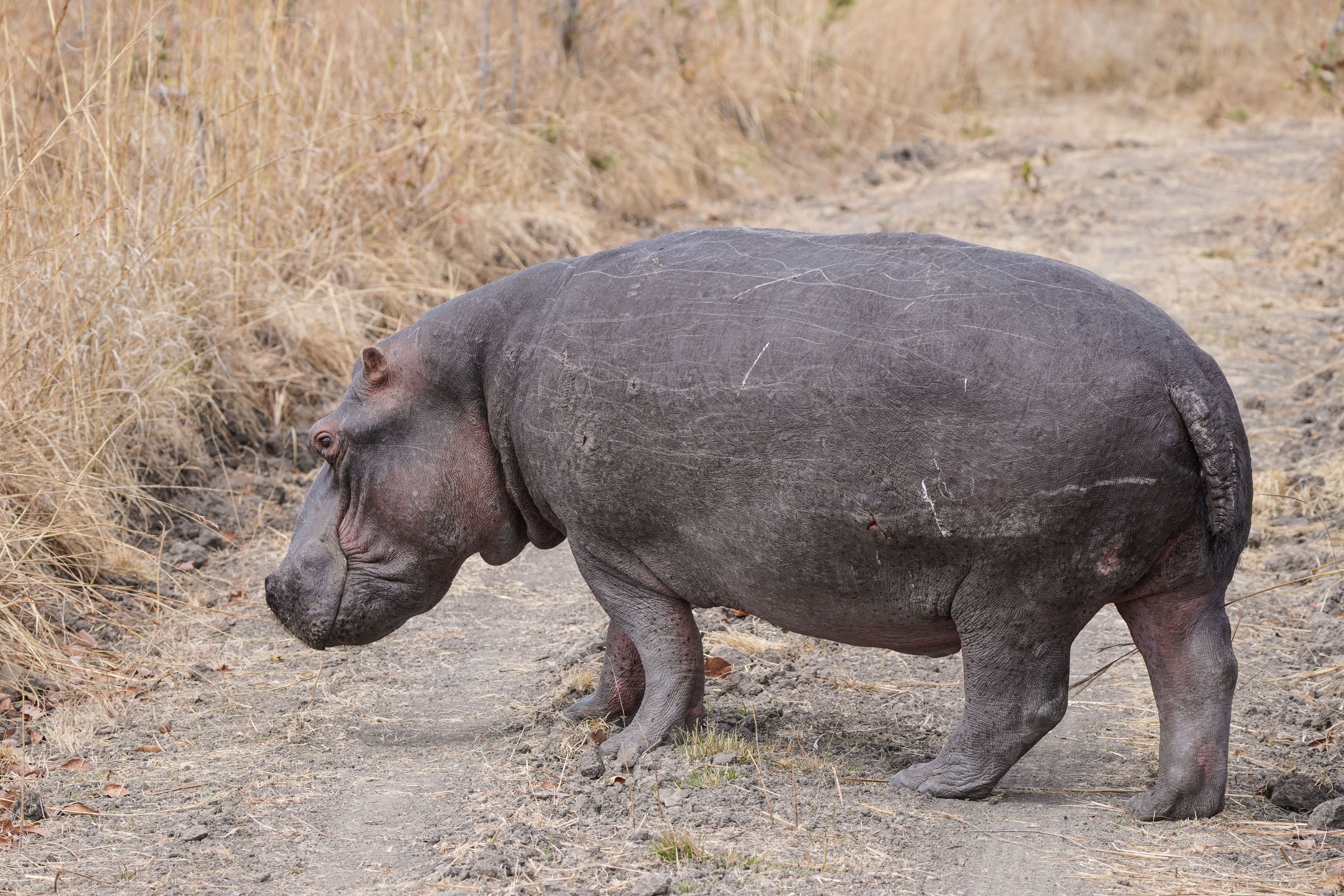
Nijlpaard
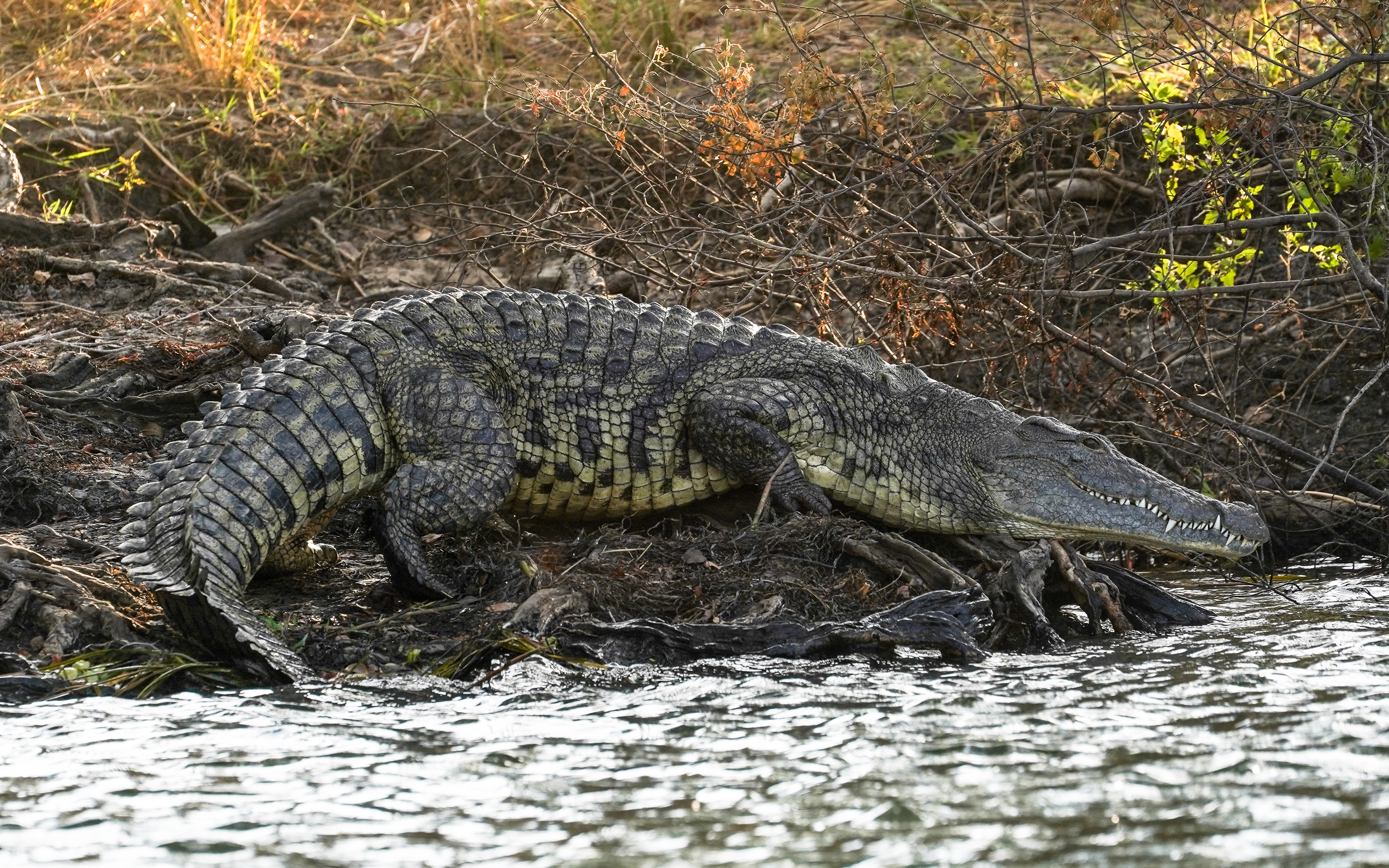
Nijlkrokodil
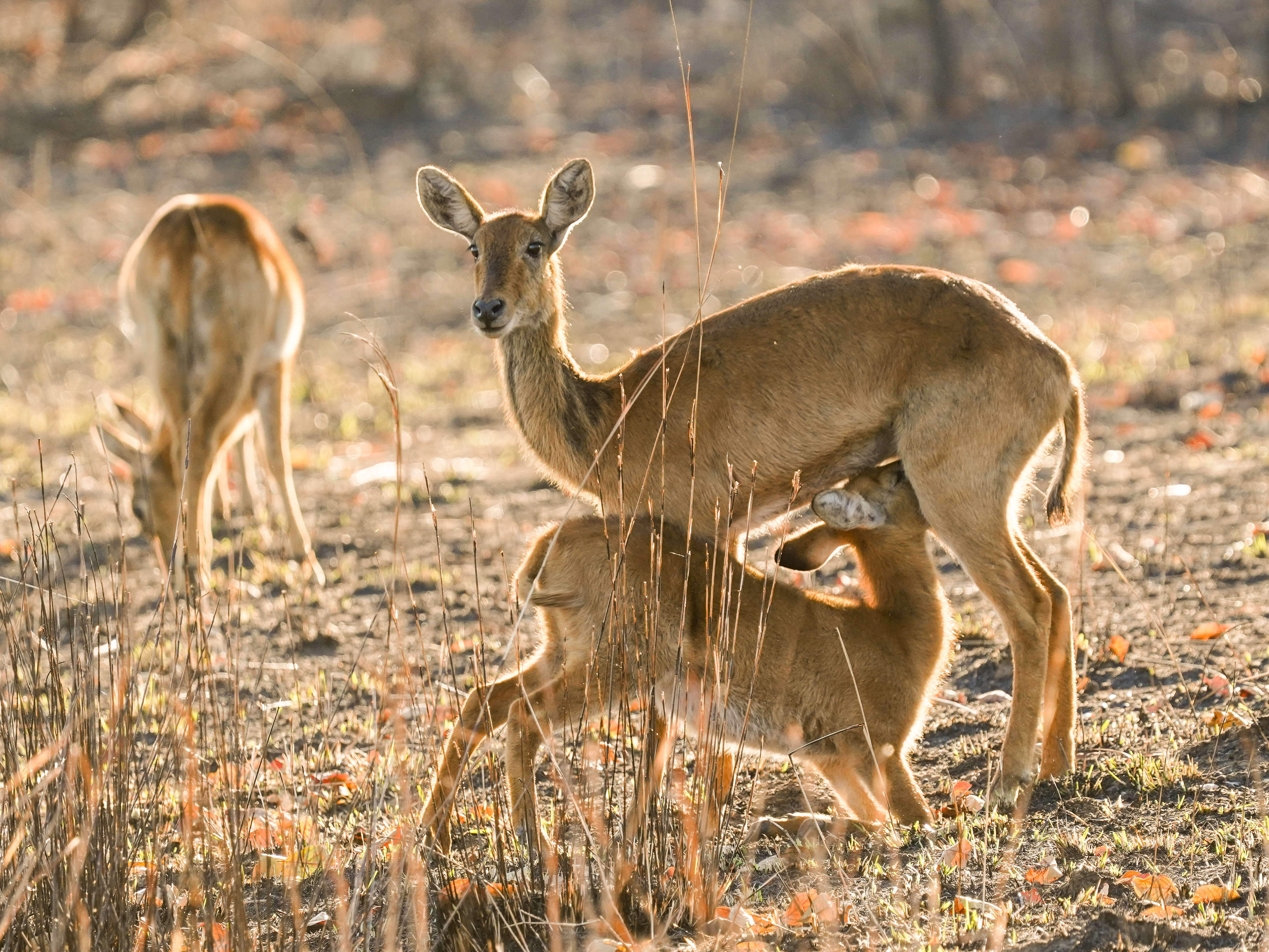
Puku met jong
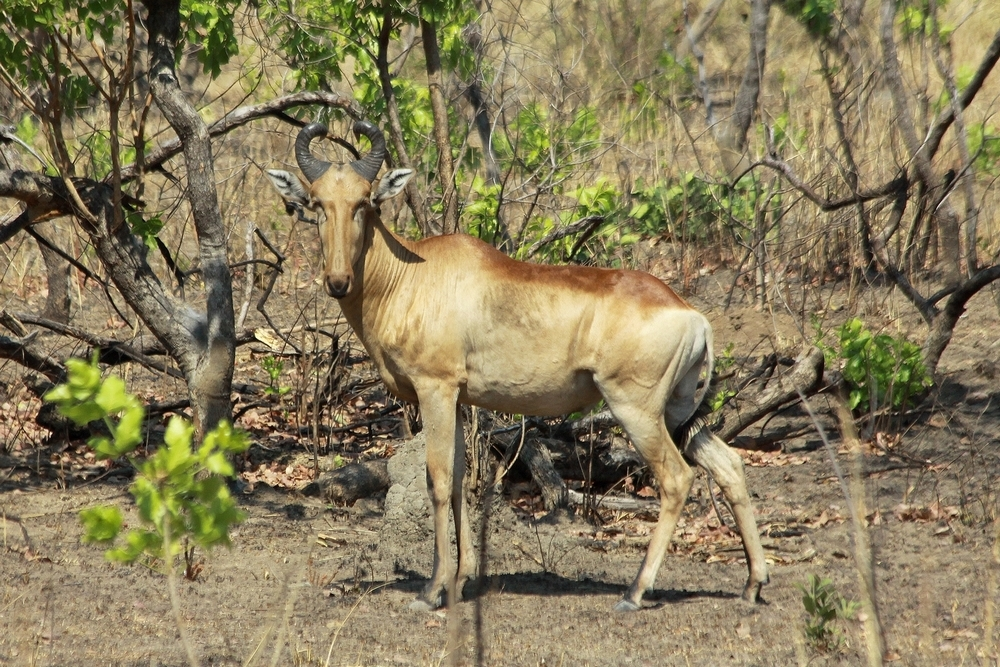
Lichtensteins hartenbeest
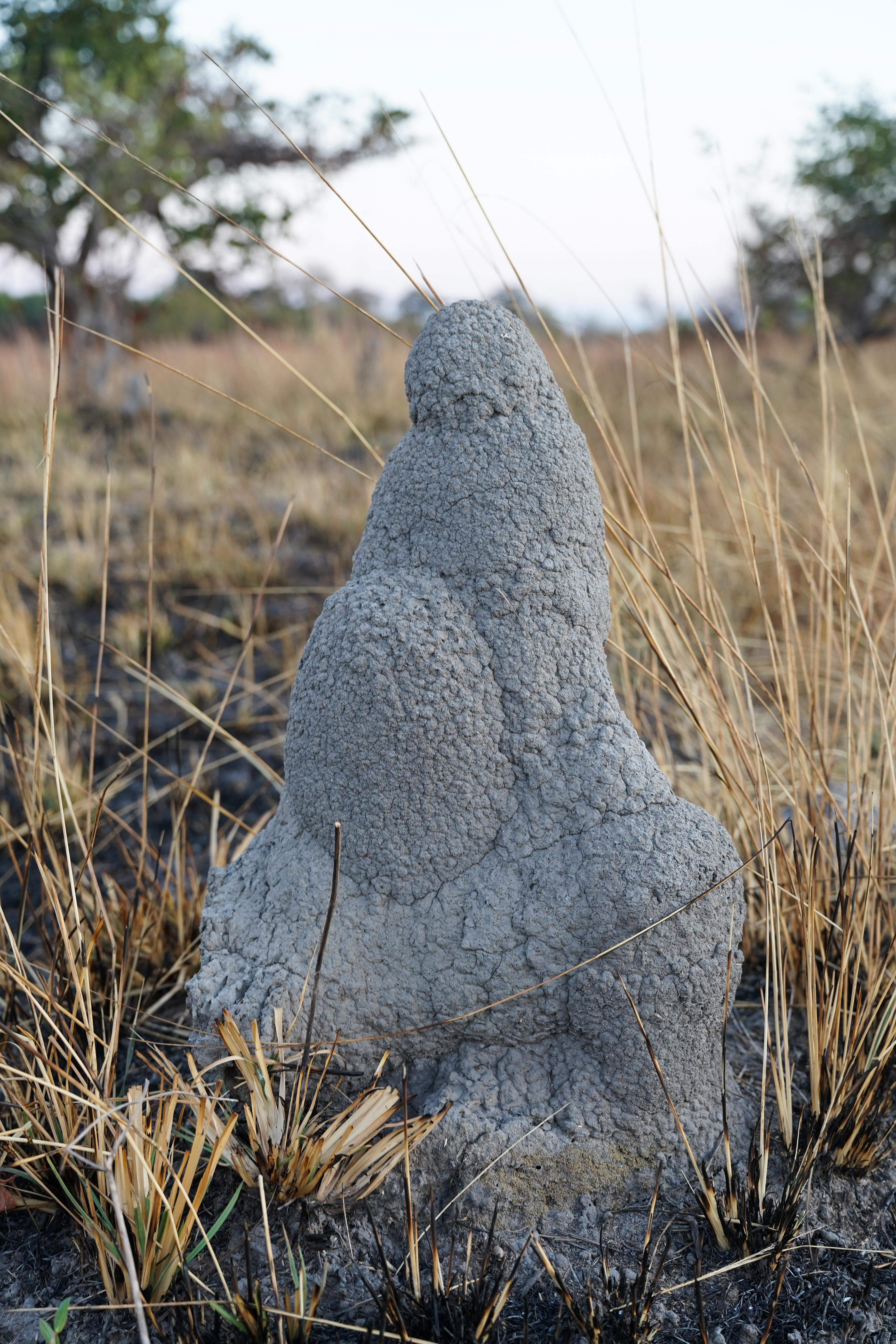
Termietenheuvel
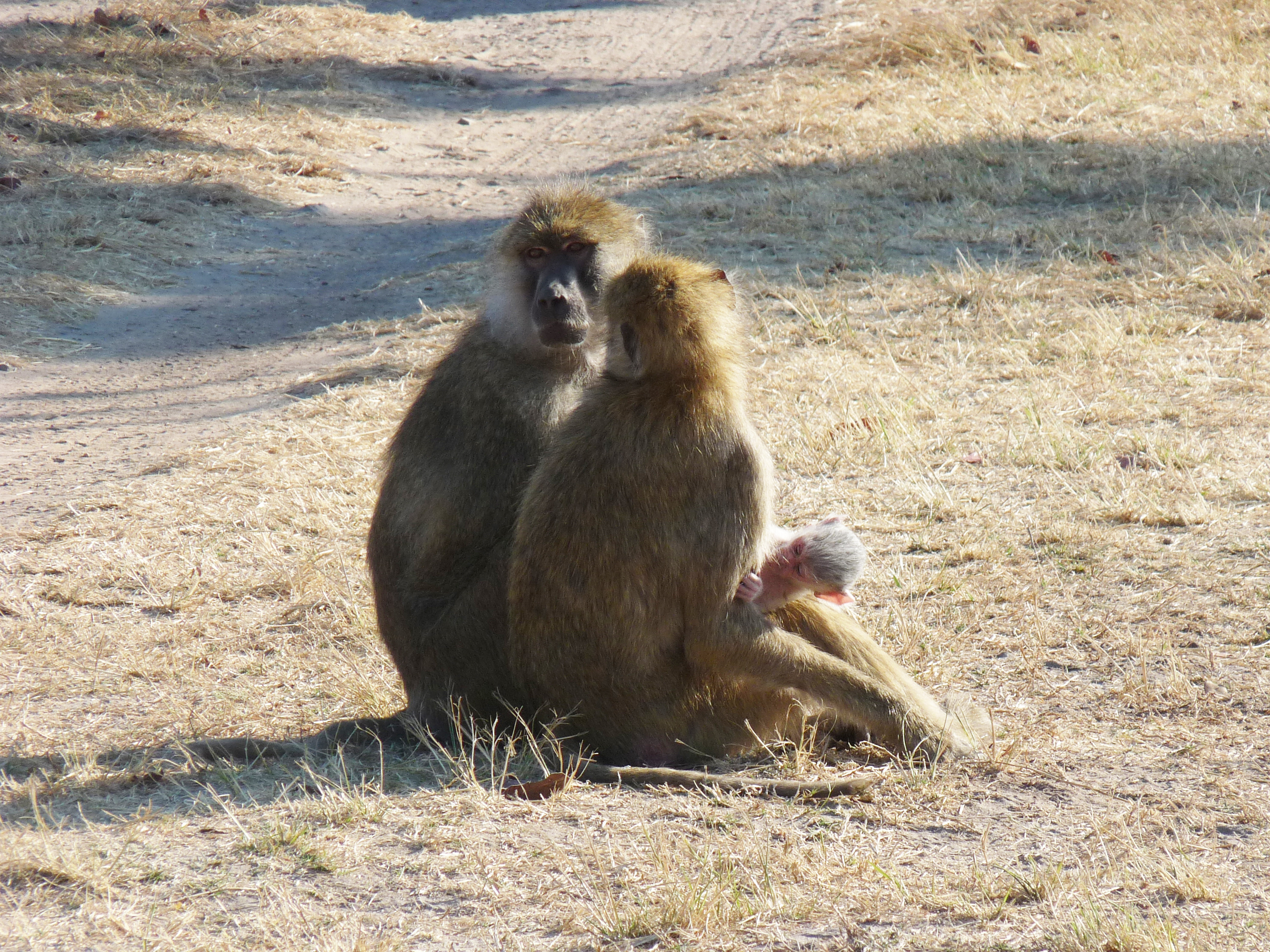
Gele bavianen
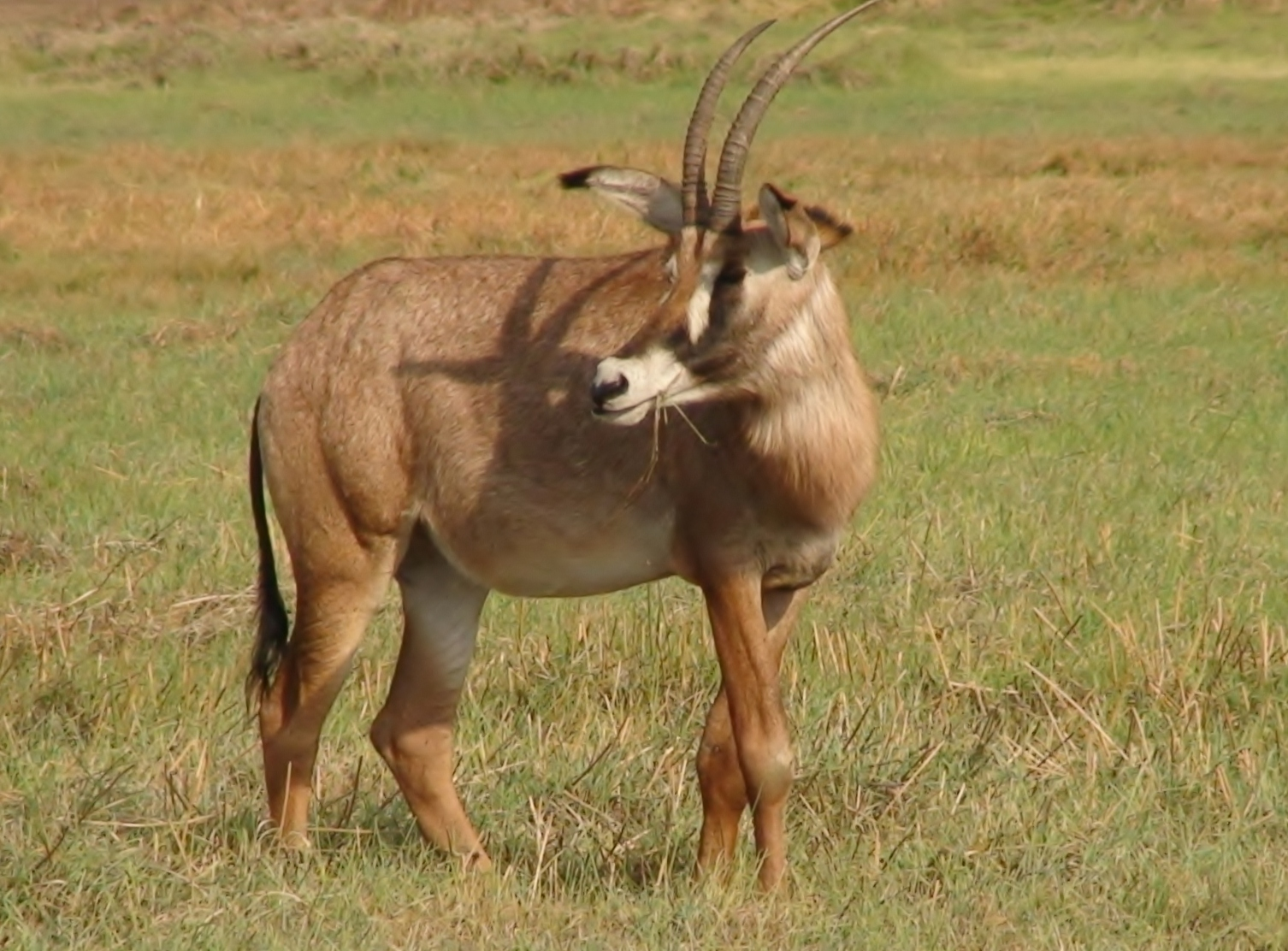
Roanantilope